# Barbados na Letnich Igrzyskach Olimpijskich 2020
Barbados na Letnich Igrzyskach Olimpijskich 2020, które odbyły się w Tokio, reprezentowało 8 zawodników – 4 mężczyzn i 4 kobiety.
Był to trzynasty start reprezentacji Barbadosu na letnich igrzyskach olimpijskich.

## Skład reprezentacji

### Lekkoatletyka
| Zawodnik         | Konkurencja           | Eliminacje | Eliminacje | Półfinał | Półfinał | Finał | Finał   | Źródło |
| Zawodnik         | Konkurencja           | Wynik      | Miejsce    | Wynik    | Miejsce  | Wynik | Miejsce | Źródło |
| ---------------- | --------------------- | ---------- | ---------- | -------- | -------- | ----- | ------- | ------ |
| Mario Burke      | 100 m (m)             | 15,81      | 9.         | NQ       | NQ       | NQ    | NQ      | [ 2 ]  |
| Jonathan Jones   | 400 m (m)             | 45,04      | 2.         | 45,61    | 8.       | NQ    | NQ      | [ 3 ]  |
| Shane Brathwaite | 110 m przez płotki(m) | 13,64      | 6.         | NQ       | NQ       | NQ    | NQ      | [ 4 ]  |
| Tristan Evelyn   | 100 m (k)             | 11,42      | 6.         | NQ       | NQ       | NQ    | NQ      | [ 5 ]  |
| Sada Williams    | 400 m (k)             | 51,36      | 3.         | 50,11    | 3.       | NQ    | NQ      | [ 6 ]  |
| Tia-Adana Belle  | 400 m przez płotki(k) | 55,69      | 2.         | 59,26    | 8.       | NQ    | NQ      | [ 7 ]  |

### Pływanie
| Zawodnik       | Konkurencja           | Eliminacje | Eliminacje | Półfinał | Półfinał | Finał | Finał   | Źródło |
| Zawodnik       | Konkurencja           | Czas       | Miejsce    | Czas     | Miejsce  | Czas  | Miejsce | Źródło |
| -------------- | --------------------- | ---------- | ---------- | -------- | -------- | ----- | ------- | ------ |
| Alex Sobers    | 200 m dowolnym (m)    | 1:48,09    | 29.        | NQ       | NQ       | NQ    | NQ      | [ 8 ]  |
| Alex Sobers    | 400 m dowolnym (m)    | 3:59,14    | 34.        | N/A      | N/A      | NQ    | NQ      | [ 9 ]  |
| Danielle Titus | 100 m grzbietowym (k) | 1:04,53    | 37.        | NQ       | NQ       | NQ    | NQ      | [ 10 ] |